# 華盛頓鎮區 (堪薩斯州尼馬哈縣)
華盛頓鎮區（英語：Washington Township）為美國堪薩斯州尼馬哈縣轄下的鎮區。2010年美国人口普查中此鎮區人口有380人。

## 地理
華盛頓鎮區涵蓋總面積為93.0平方（35.92平方英里），其中陸地面積為93.0平方（35.91平方英里），水域面積為0.026平方（0.01平方英里）或0.03%。海拔高度377（1,237英尺）。

## 人口統計
根據2010年美國人口普查，華盛頓鎮區人口有380人，其中男性有190人，女性有190人，人口密度為每平方公里4.09人，住房計187戶。鎮區內的白人有365人，非裔美國人有1人，美洲原住民有0人，亞裔美國人有5人，太平洋島裔美國人有0人，其他種族有5人，混血種族則有4人。此外鎮區內有10人為西班牙裔或拉丁裔美國人。此鎮區之年齡中位數為42.5歲，而男性年齡中位數為44.3歲，女性年齡中位數為41歲。

## 交通

### 主要公路
- 71號堪薩斯州州道